# Lijst van Nederlandstalige cabaretgroepen
Hieronder volgt een alfabetische lijst met Nederlandstalige cabaretgroepen, -gezelschappen en -duo's, die nog actief zijn, of reeds opgeheven zijn.

## Groepen
- ABC-cabaret
- Alderliefste
- Alex d'Electrique
- Andermans Veren Live!
- André Manuel, Ernest Beuving en Thijs Kemperink
- Ashton Brothers
- Bende van Vier
- Boom Chicago
- Brabant Plat
- Brokstukken
- C3
- Cabaret Kwadraat
- Cabaret Nar
- Cabaret Tomeloos
- Cabaretgroep Boemerang
- Cabaretpoel
- Caribbean Combo
- Club Melchior
- Comedy Explosion
- Dabaret Salu
- Dames voor na vieren
- De Beenhouwerij
- De Bourgondische Belgen
- De Coronas
- De Gebroeders Fretz
- De Hyena's
- De Inktvis
- De Kip
- De LULverhalen
- De Ministers
- De Mounties
- De Nachtzusters
- De Nieuwe Snaar
- De Nonsens Alliantie
- De Oermannen
- De Ploeg
- De Schedelgeboorten
- De Staat van Verwarring
- De Vliegende Panters
- De Wama's
- Deng Boy Fu a Birti
- Don Quishocking
- Drenthe Plat
- Droog Brood
- Dubbel en Dwars
- Echte Mannen
- Enge Buren
- Femmage
- Haags Studentencabaret
- Harry Klorkestein
- Herenakkoord
- Herman in een bakje Geitenkwark
- Het Groot Niet Te Vermijden
- Het Grote Oor
- Het Monica da Silva Trio
- Hoogeboom, Marée en Van der Winkel
- Intgeniep
- Ja-maar®
- Jeroens Clan
- Kabaret in Quartet
- LOS Muziektheater
- Lankmoed
- Leidsch Studenten Cabaret
- Les Tigresses Rouges
- Lurelei
- Maarten Hennis
- Micha Wertheim, Paulien Cornelisse & gasten
- Middelbare Meiden
- Neveneffecten
- Niet Schieten!
- Niet Uit Het Raam (NUHR)
- Oeloek
- Ongekend Talent
- Ongericht Enthousiasme
- Ons kent Ons
- Op Sterk Water
- PIE p.KLEIN
- Piepschuim Theater
- Playground Comedy
- Poolvogel
- Purper
- Rauw Spul
- Rooyackers, Kamps & Kamps
- Schudden
- Ter Bescherming van de Jeugd
- Terpsichoree
- The Amazing Stroopwafels
- Tingel Tangel
- Tony en de Hangmatten
- Trane met Tuite
- Twente Plat
- VET Kindercabaret
- Vitalski en Rick de Leeuw
- Vitalski en Veerle Malschaert
- Voice Male
- Voor de Leeuwen
- Voorwaar
- Vrolijk België
- Vrouw Holland
- Vuile Huichelaar 3
- Vuile Mong en zijn Vieze Gasten
- Wedstrijdje?!
- Wierdense Revue
- Wurre Wurre
- X3 Kleinkunst
- Zak en As
- Zoete Broodjes voorheen de Bitterbal
- iNtrmzzo

## Duo's
- Aart & Ton
- Acda en De Munnik
- Ajuinen en Look
- Alex en Martine
- Alkemade & Bloemen
- Arie Koomen en Edo Brunner
- Arie & Silvester
- Brukx & Kempen
- De Bloeiende Maagden
- Bolder en Plante
- Dabaret Salu
- De Mounties
- De Wama's
- Dufraing & De Wit
- Ernesto & Marcellino
- Ewout en Etienne
- Hoed en de Rand
- Gino Sancti
- Ilse Warringa en Niek Barendsen
- Johnny & Rijk
- Jurk!
- De Klisjeemannetjes
- Kamps & Kamps
- Kasper van Kooten & Bertolf
- Kommil Foo
- Van Kooten en De Bie
- Krips en Molenaar
- Lankmoed
- Lebbis en Jansen
- Lucretia en Manoushka
- Luider & Van Donselaar
- Maartje & Kine
- Mannen met Pit
- Mannen van de Radio
- Matroesjka
- Mike Boddé & Hadewych Minis
- Mike Boddé en Diederik van Vleuten
- Mike en Thomas
- Mini & Maxi
- Neerlands Hoop in Bange Dagen
- Oldenhermanns
- Paul de Munnik & Maarten van Roozendaal
- Pé Daalemmer & Rooie Rinus
- Pectoralis
- Pieterse & Van Pamelen
- Plien en Bianca
- Queen Bee
- Reijn & Goed
- Remko Vrijdag & Martine Sandifort
- Rob en Emiel
- Ruben & Nathan
- Sandler & Young
- Snip en Snap
- Speelman en Speelman
- Ten Damme en Ratzke
- Tim & Thijs
- TohoeWabohoe
- Van der Laan & Woe (voorheen "Geen familie")
- Veldhuis & Kemper
- waardenberg en de jongh
- W.A.C.K.O.
- William Boeva en Erhan Demirci
- Yentl en de Boer